# 平壤電腦技術大學
平壤電腦技術大學位於朝鮮平壤市普通江區域，在1985年9月1日建校。該校設有電腦系、信息系等三個學系，致力培養朝鮮的信息技術人才。 
該校著重教學與實際的聯繫，並經常與人民大學習堂、中央科技通報社、平壤信息中心、國家科學院進行聯繫，按照現實情況改進教學內容。該校致力於生產過程電腦化的工作，曾經替平壤熱電聯合企業和平壤基礎食品廠實現生產工序電腦化。
2023年12月，平壤电脑技术大学宿舍楼正式开业。